# Планиране на ресурсите на предприятието
 Тази статия е за информационната система.  За European Recovery Program (ERP) вижте План Маршал.  
Планиране на ресурсите на предприятието (на английски: enterprise resource planning, ERP) е многофункционална информационна система, задвижвана от интегриран набор от програмни модули, които поддържат основните вътрешни работни процеси на една компания. ERP дава на компанията възможност в реално време да бъдат проследявани основни работни процеси като производство, доставки и управление на наличностите. ERP системите следят ресурсите, с които се оперира (като налични парични средства, суровини и капацитет за производство), и изпълнението на поетите от компанията задължения (като поръчки от клиенти, искания за доставки и плащания на заплати), без значение кой отдел (производство, покупки, продажби, счетоводство и така нататък) е въвел информацията в системата. ERP улеснява информационния поток между различните функции вътре в предприятието и управлява връзките със заинтересувани лица извън компанията.
Производството и поддържането на софтуер за планиране на ресурсите на предприятията е индустрия за милиарди долари, която произвежда елементи, поддържащи широк набор от функции. Инвестициите в информационни технологии например са заели най-големият дял от капиталовите разходи на установените в компании през последното десетилетие. Системите за планиране на ресурсите на предприятията са сложни софтуерни структури, които предоставят възможност за интеграция на разнообразни процеси и информация, протичащи през предприятието. Въпреки че, първоначално ERP системите се фокусират върху големи предприятия, впоследствие се наблюдава навлизането им и в по-малки компании.
Организациите считат ERP системите за жизненоважен инструмент за организиране, защото те интегрират разнообразни организационни системи и позволяват безпроблемно осъществяване на трансакции и производство. Все пак не бива да се пропуска и фактът, че ERP системата има радикални различия спрямо традиционните системи за развитие. ERP системите могат да работят при различни конфигурации на хардуер и компютърни мрежи, като обикновено за съхранение на информацията се използва база данни.

## История

### Произход на ERP системите
През 1990 Gartner Group за първи път използвали абревиатурата ERP като разширително понятие за планиране на материалните ресурси, известна като MRP, за по-късно възникналото планиране на ресурсите на производството и за производството с интегрирани компютърни системи. Без да замества тези понятия, ERP представлява едно по-обхватно цяло, отразяващо еволюцията на системите за планиране отвъд обхвата на обикновеното производство. Не всички ERP системи обаче са се развили въз основа на планиране на производството. В много случаи техният произход може да се проследи от счетоводството, поддръжката или управлението на човешките ресурси. До средата на 90-те ERP системите вече интегрират всички основни функции в предприятието. Освен това големите корпорации, правителства и организации с нестопанска цел също започнали да използват ERP системи.

### Развитие
ERP системите преживяват бързо развитие през 90-те години на ХХ век заради „проблема 2000 година“ и появата на еврото, които разстройват старите системи. Много компании използват този момент, за да заменят тези системи с ERP.
„ERP II“ е въведена в началото на ХХІ век. Тя представлява уеб-базиран софтуер, който предоставя на служители и партньори (като например доставчици или клиенти) достъп в реално време до самата ERP система. Ролята на ERP ІІ разширява оптимизацията на ресурсите и процесите, предоставяни от традиционните ERP системи. Вместо просто да управлява покупките, продажбите и така нататък, ERP ІІ свързва информацията за ресурсите под свой контрол, за да помогне взаимодействието на предприятието с други предприятия. ERP II е по-гъвкава от първото поколение ERP системи. Вместо да ограничава възможностите на ERP в рамките на организацията, тя отива отвъд границите на корпорацията, за да осъществява връзка с други системи.

## Интегриране
Организациите възприемат ERP като жизненоважно средство за повишаване на конкурентоспособността си, тъй като чрез нея се интегрират отделните системи в организацията, което позволява висококачествено изпълнение на процесите и производството. Разпространителите на ERP обикновено предлагат единична ERP система. ERP системите страдат от ограничения при настройването им съобразно променящите се изисквания. Все пак компаниите предпочитат да имплементират ERP система от един-единствен разпространител, която съдържа самостоятелни решения, за да постигнат по-високи нива на интеграция и да подобрят ефективността на отношенията си с клиенти и доставчици.
Въпреки че повечето компании следват подхода за интегриране на единична ERP система, значителен брой фирми използват стратегията „най-добър от породата“, за да се борят за предимство пред конкурентите си. Поради това разпространителите на ERP системи започнали да придобиват или разработват нови възможности за вече съществуващите си продукти, които могат да се съревновават, а дори и в някои случаи са по-качествени от много от най-добрите софтуерни приложения. Това помогнало на компаниите, използвайки единствен източник на ERP, да поддържат предимство над конкуренцията си, основано на уникални бизнес процеси в предприятието, а не просто да възприемат бизнес процесите, които извършват техните конкуренти.
През следващите години интегрирането на ERP става водеща инвестиционна политика поради появата на нови възможности на системите и нуждата да се разширят и интегрират ERP системи и в други предприятия. През 2003 г. интегрирането става една от водещите инвестиции. Над 80% от американските компании отделят някаква част от бюджета си за интегриране на ERP през 2002 г., а около една трета от американските компании определят това интегриране като една от трите си най-големи IT инвестиции пред 2003 г. Доходите от продажба на лицензи за ERP остават постоянни тъй като фирмите продължават практиката да инсталират все по-широк набор от основни приложения и да добавят допълнителни услуги на по-късен етап.
Сега усилията на разработчиците са съсредоточени върху интегриране на мобилни устройства с ERP системите. Техническите предизвикателства пред съвременните ERP системи се отнасят до интегрирането на хардуер, приложения, мрежи и т.н. ERP обхваща все повече функции и роли, включващи вземане на решения, отношения с инвеститори, стандартизиране, прозрачност, глобализация и др.

## Характеристики
Системите за Планиране на ресурсите на предприятието обикновено включват следните характеристики:
- Интегрирана система, която оперира в реално време (или в близко до реалното време), без да разчита на периодични ъпдейти.
- Обща база данни, която поддържа всички приложения
- Последователен външен вид и интуитивност във всеки модул
- Инсталиране на системата без усложнено интегриране от IT отдела, стига имплементирането да не се прави на малки стъпки.[13]

## Функционалности
Една ERP система обикновено обхваща следните общи функционалности. В много от ERP системите те са групирани и се наричат ERP модули:
Финансово счетоводство (FA)счетоводни книги, дълготрайни материални активи, задължения, вземания, управление на паричните средства, финансовата консолидация
Управленско счетоводство (MA)бюджетиране, определяне себестойността на продукцията, управление на разходите
Управление на човешките ресурси (HRM)наемане, обучение, заплащане, социални придобивки, пенсиониране, освобождаване на персонал
Производствоинженерство, разходи за материали, заповеди, разписания, капацитет, управление на работния процес, контрол на качеството, производствен процес, производствени проекти, производствен поток, управление на жизнения цикъл на продуктите
Управление на веригата за доставки (SCM)планиране на веригата за доставки, разписание на доставчиците, теглене на пари, покупки, инвентаризация, продуктов конфигуратор, обработка на получени заявки
Управление на проекти (PM)планиране на проекти, планиране на ресурси, цени на проектите, разпределение на работата, фактуриране, време и разходи, звена за изпълнение, управление на дейностите
Управление на отношенията с клиентите (CRM)продажби и маркетинг, комисионни, услуги, контакт с клиенти, център за телефонни обаждания – системите за управление на отношенията с клиенти не винаги се считат за част от ERP, а по-скоро за системи за поддръжка на бизнеса.
Информационни услугиразлични интерфейси за самообслужване на клиенти, доставчици и/или служители.

## Компоненти
- Трансакционна база данни
- Портал за управление
- Система за бизнес анализ
- Подлежащи на персонализиране отчети
- Опростено планиране на ресурсите – Кой, какво и кога прави?
- Анализиране на продукцията
- Външен достъп чрез технологии като уеб услугите
- Възможност за търсене на данни
- Управление на документооборота
- Изпращане на съобщения
- Управление на работния процес

## Най-добри практики
Повечето ERP системи включват така наречените най-добри практики. Това означава, че софтуерът отразява начина, по който разпространителите интерпретират най-ефикасните начини за осъществяване на даден бизнес процес. Различните системи се различават по това как клиентът може да модифицира тези практики. Компаниите, които имплементират най-добрите практики намаляват времето за изпълнение на сложни задачи като конфигуриране, документиране, тестване и обучение. Освен това най-добрите практики намаляват риска 71% в сравнение с други софтуерни имплементации.
Използването на най-добрите практики улеснява съответствието с изисквания като тези на IFRS, Sarbanes-Oxley, или Basel II. Тези практики също така биха могли да помогнат за практическото съответствие с индустриални стандарти като например електронното прехвърляне на средства. Причина за това е възможността съответната процедура да бъде лесно инкорпорирана в софтуера на ERP системата и копирана от много различни предприятия, за които важат същите бизнес изисквания.

## Модулност
Повечето системи са модулни, за да позволяват автоматизирането на някои от функциите, но не и на други. Някои общи модули като финанси и счетоводство са възприети от почти всички потребители. Други като управлението на човешките ресурси не са. Например, компания, предоставяща услуги, най-вероятно няма нужда от производствен модул. Други компании вече имат свои собствени системи, които смятат за достатъчно добри. Все пак, в общия случай, колкото повече модули от една ERP система се ползват, толкова по-големи са ползите от интегрирането на самата система, но и толкова по-големи са разходите, рисковете и промените, които ще се наложат.

## Начини за обединяване на информацията
ERP системите свързват постъпващата информация по различни начини. Тези системи обикновено се конфигурират от системни интегратори, които притежават специфични знания за процеса, оборудването и предлаганите от разпространителя решения.
Директна интеграция – ERP системите притежават възможност да бъдат свързвани с различно оборудване като част от самия продукт. Това изисква от разпространителите да предлагат специфична поддръжка за вида оборудване, който клиентите им използват. Разпространителите на ERP системи трябва да бъдат експерти по отношение на собствените си продукти и на свързването им с други продукти, включително и на конкурентни.
Интегриране на базата данни – ERP системите се свързват с източниците на информация чрез поетапни таблици в базата данни, която използват. Източниците на информация въвеждат необходимите данни в базата. ERP системата чете тази информация от таблицата. Преимуществото на поетапността е, че ERP разпространителите нямат нужда да усвоят сложните моменти в интеграцията на оборудването. Свързването става отговорност на системния интегратор.
Модули за приспособяване на трансакциите в предприятието – Тези приспособления общуват директно с основното оборудване и с ERP системата чрез методи, поддържани от самата система. Биха могли да се използват поетапни таблици, уеб услуги или API. Ползата от използването на тези модули е, че благодарение на тях биха могли да се използват вече създадени софтуерни решения.
Персонализирано интегриране – Много системни интегратори предлагат персонализирано интегриране. Тези системи обикновено имат голяма стойност на първоначална интеграция и могат да имат по-висока цена на поддръжката в дългосрочен план. Разходите биха могли да се намалят чрез внимателно тестване на системата и подробно документиране. Персонализираните софтуерни решения обикновено работят на работни станции или сървърни компютри.

## Въвеждане
Въвеждането на ERP система обикновено налага значителни промени в начина, по който персонала на предприятието работи. В общи линии три са начините, които помагат за въвеждане на подобни промени – консултиране, персонализиране и поддръжка. Времето за въвеждане на системата в предприятието зависи от размера на компанията, броя на модулите, които ще бъдат имплементирани, персонализирането, дълбочината на налагащите се промени в работата на персонала и готовността на клиента да поеме ангажимент по отношение на проекта. Модулните ERP системи могат да бъдат въведени поетапно. Обикновено проект за голяма компания отнема около 14 месеца и труда на около 150 консултанта. Малките проекти могат да отнемат месеци, а международните или други големи имплементации могат да отнемат години. Персонализирането на системата може значително да увеличи времето, необходимо за въвеждането и в експлоатация.
В допълнение, обработването на информационния поток всъщност оказва влияние върху различни бизнес дейности. Поемането на контрол от страна на ERP система върху ефективността на логистиката би било от голямо значение за производителите. Поради това големи корпорации като Wal-Mart използват така наречените „точно навреме“ (just-in-time) инвентаризационни системи. Това увеличава капацитета за складиране и ефективността на доставките, тъй като помага да се избегне загубата на време, през което складовете стоят празни, и липсата на доставки, които да задоволяват търсенето на клиентите.
Освен това много компании откриват, че увеличаването на пазарния им дял налага те да проявяват особена чувствителност по отношение на промените в пазара и да предприемат нужните действия в съответствие с новата ситуация. Много от приложенията, които обработват информация биха могли да подпомагат тази дейност и поради това ERP обхваща почти всички основни функционални единици на една фирма, включително счетоводство, финанси, доставки, маркетинг и продажби.
Това средство за обработка на информация става мост, който помага на изолирани функционални единици да споделят и обновяват информация моментално, така че ръководителите могат своевременно да преразгледат стратегиите си въз основата на информация от всички отдели. Информационни средства като ERP системите са скъпи и поради това не са практични за средни и малки предприятия. За да дадат решение на този проблем, някои разработчици на софтуер предлагат по-прости и евтини средства за обработка на информацията, подходящи именно за малки компании.

### Подготовка
Въвеждането на ERP обикновено изисква промени в съществуващите бизнес процеси. Неразбирането на нуждата от тези промени преди започване на имплементирането е основна причина за провал на проекта.
Поради това е изключително важно организациите подробно да анализират своите бизнес процеси преди началото на имплементацията. Този анализ би могъл да идентифицира възможности за модернизация на процесите. Той също така позволява да се направи оценка на съответствието на настоящите процеси с тези, предоставени от ERP системата. Изследванията показват, че рискът от подобни проблеми се намалява от:
- Свързване на настоящите процеси със стратегията на организацията
- Анализиране на ефективността на всеки процес
- Разбиране на съществуващите автоматизирани софтуерни решения[20][21]

Имплементирането на ERP система е доста по-трудно и проблематично в децентрализирани организации, те често имат различни процеси, бизнес правила, начини на събиране на информацията, управленска йерархия и центрове, които вземат решенията. Това може да изисква разместване на отделни работни единици, което да доведе до забавяне на имплементацията, за да се извършат необходимите промени в тези единици и вероятно до намаляване на интеграцията на цялата ERP система.
Възможен недостатък е това, че възприемането на „стандартни“ процеси може да доведе до загуба на конкурентоспособност. Въпреки че това често се случва, загубите в една област често се компенсират от преимущества в други райони и като резултат се увеличава общата конкурентоспособност.

### Конфигуриране
Конфигурирането на една ERP система е преди всичко въпрос на балансиране на начина, по който организацията иска системата да работи и начина, по който тя е проектирана да работи. ERP системите обикновено включват много опции, с което да се модифицира работата на системата. Например, организацията може да избере вида на отчитането на инвентара – FIFO или LIFO, дали да отчита приходите по географски признак, по производствена линия или канал за дистрибуция, и дори дали да се плаща цената на транспорта при връщане на стоки от страна на клиентите.

### Персонализиране
На теория ERP системите са основани на най-добрите практики и създателите им изхождат от идеята, че организациите ще ги имплементират така, както са създадени. Разпространителите на ERP системи обаче предлагат на клиентите опции за конфигуриране, които да позволят на организациите да въведат свои собствени бизнес правила. Често обаче в системата остават значителни пропуски, дори и след окончателното конфигуриране.
Клиентите на ERP системи имат няколко възможности да преодолеят възникнали пропуски, като всяка от тях има свои плюсове и минуси. Техническите решения включват пренаписване на част от доставения софтуер, написването на собствен модул, който да работи в ERP системата или включването на външна система. Тези три възможности представляват различни степени на персонализиране на системата, като първата е най-инвазивна и скъпа за поддръжка. Съществуват и алтернативни нетехнически опции като промяна на бизнес практиките или политиката на компанията, за да съвпадне по-добре с предоставените от ERP системата възможности. Ключовите разлики между персонализиране и конфигуриране включват:
- Персонализирането винаги е по избор, докато софтуерът трябва винаги да бъде конфигуриран преди употреба.
- Софтуерът е проектиран да се справя с различни конфигурации и се държи предвидимо във всяка допустима конфигурация.
- Ефектът от промени в конфигурирането върху поведението на системата и нейната работа е предвидимо и е отговорност на разпространителя на системата. Ефектът от персонализирането, от друга страна, е по-непредвидимо и е отговорност на клиента.
- Промените в конфигурирането преживяват промени във версията на софтуера. Някои персонализации също могат да преживеят промени във версията, въпреки че се налага извършването на тестове. Други персонализации трябва да бъдат пренаписани и имплементирани наново.[29]

Предимствата на персонализирането включват:
- подобряване на възприемането на системата от страна на потребителя[30]
- даване на възможност за придобиване на конкурентно предимство пред компании, които използват само стандартни системи

Недостатъците на персонализирането включват:
- увеличаване на времето и ресурсите, необходими за въвеждане и поддръжка[28]
- потискане на безпроблемната комуникация между доставчици и клиенти, които използват същата ERP, която обаче не е персонализирана
- възможност да доведе до ситуация, в която прекалено се разчита на персонализирането, и по този начин да се подкопае основният принцип, че ERP е стандартизирана софтуерна платформа

### Разширения
ERP системите могат да бъдат разширени със софтуер, произведен от трети лица. Разпространителите на ERP системи обикновено предоставят достъп до информация и функции чрез различни интерфейси. Разширенията предлагат функции като:
- архивиране, докладване и преиздаване
- записване на информация от трансакции, например чрез използване на скенери или радиочестотна идентификация
- достъп до специализирана информация и възможности като обединена маркетингова информация и анализ на тенденциите
- разширено планиране и създаване на графици
- управление на ресурсите, апаратурата и съобщенията в реално време

### Прехвърляне на информация
Прехвърлянето на информацията е процес на преместване, копиране и реструктуриране на информацията от съществуваща система към ERP система. Прехвърлянето е от изключителна важност за успешното имплементиране и изисква сериозно планиране. Тъй като прехвърлянето е една от последните стъпки преди пълното активиране на системата, то често не получава достатъчно внимание. Стъпките, по които би следвало да се извършва прехвърлянето на информацията са следните:
- идентифициране на информацията, подлежаща на прехвърляне
- определяне на времето на прехвърляне
- генериране на шаблоните, по които ще се прехвърлят данните
- замразяване на набора от инструменти
- решаване кои структури ще се използват при прехвърлянето
- определяне на начините и процедурите, по които ще се архивират данните

## Сравнителна характеристика

### Предимства
Основните предимства на ERP системата е да интегрира множество бизнес процеси като пести време и разходи. Управителите могат да вземат решения по-бързо и да допускат по-малко грешки. Информацията е достъпна за цялата организация. Дейностите които са облагодетелствани от тази система са:
- Прогнозиране на продажбите, което позволява оптимизация на складовата база.
- Хронологична история на всеки паричен превод организиран в база данни.
- Следене на поръчката, от момента на приемането до реализацията и на пазара.
- Следене на приходите, от издаването на фактури до касовите бележки.
- Окомплектоване на поръчките, инвентаризация, фактурирането от страна на продаващия

ERP системите централизират бизнес данните, като:
- Намалява нуждата от синхронизиране на промените между повече системи като: отдел финанси, реклама, продажби, човешки ресурси и производствени приложения.
- Дава по-голяма обективност и яснота във всеки дял на статистическата информация.
- Облекчава стандартизацията именуване / кодиране.
- Осигуряване на цялостен поглед на предприятията, информация достъпна в реално време, от всяка точка, осигуряваща вземане на правилни решения.
- Защитаване на информацията като се обединяват няколко системи за сигурност в една обща структура.[32]

### Ползи
- ERP могат значително да подобрят качеството и ефективността на бизнеса. Чрез поддържане на производствената среда в оптимален ритъм. ERP спомага за подобряване качеството на продукта, което се отразява в по-добро качество на услугата, по-добра производителност и увеличаване на приходите за компанията.
- ERP предоставя важна информация за управлението на бизнеса по пътя на развитието му.
- ERP създава по гъвкави компании, адаптиращи се по-лесно към непрекъснато променящата се бизнес среда. Подпомагат и сплотяват работата на отделните звена като подобряват вътрешната и външна бизнес среда.[33]

### Недостатъци
- По-трудно персонализиране.
- По време на внедряването на самата ERP система има опасност от отклоняване на вниманието от други важни дейности и временно да намали конкурентоспособността на предприятието.
- ERP може да струва по-скъпо от други не толкова задълбочени системи.
- Високата цена за въвеждане в експлоатация на ERP може да удължи преговорите, което води до повишаване разходите за поддръжка (support), отстраняване на дефекти (maintenance) и надграждане (upgrades) на цялата система.
- Споделяне на поверителна информация между различни отдели води до отклоняване на вниманието на ръководството им.
- Продължителното обучение за работа със системата отнема от работното време и производителността на персонала.
- Поради самата архитектура на ERP (OLTP, On-Line Transaction Processing), тя не е подходяща за продуктово планиране и управление на веригата за доставки (supply chain management – SCM).
- Внедряването и настройването ERP в големи компании може да бъде изключително трудна задача при големи компании и да изисква значително количество време и пари.[34]

Осъзнавайки недостатъците на ERP системите, нови дялове на ERP приложения се развиват. Разработките се насочват главно в четири основни области: гъвкавост на ERP; Web достъпно ERP, вътрешно корпоративно (между фирмено) ERP и онлайн-бизнес ориентирано.

## Списък със софтуерни пакети за планиране ресурсите на предприятието
Това е списък със софтуер за планиране на ресурсите на предприятието (ERP). Първият раздел включва безплатен софтуер с отворен код, а вторият е за платен софтуер.

### Безплатен ERP софтуер с отворен код
| Име              | Използвана технология       | Лиценз за ползване | Описание | Страна на произход                           |
| ---------------- | --------------------------- | ------------------ | --- | -------------------------------------------- |
| Adaxa Suite      | Java                        | GPL                | Интегрирана ERP, създадена на основата на Adempiere | Австралия/Нова Зеландия                      |
| Adempiere        | Java                        | GPL                | Започнала като част от Compiere | Испания                                      |
| bgERP            | PHP, MySQL                  | GPLv3              | ERP за малки и средни по големина предприятия | България                                     |
| Compiere         | Java                        | GPL/Commercial     | Придобита от Consona Corporation през юни 2010 г. | САЩ                                          |
| Dolibarr         | PHP, MySQL                  | GPL                | |                                              |
| EpesiBIM         | PHP, MySQL                  | MIT license        | Уеб приложение | Полша, САЩ                                   |
| ERP5             | Python, Zope, MySQL         | GPL                | Базирана на унифициран модел | Бразилия, Франция, Германия, Япония, Сенегал |
| ERPNEXT          | Python, JavaScript, MySQL   | GPL                | ERP за малки и средни по големина предприятия | Индия                                        |
| Fedena           | Ruby, MySQL                 | Apache License     | ERP за училища и университети | Индия                                        |
| FrontAccounting  | PHP, MySQL                  | GPLv3              | Уеб приложение |                                              |
| GNU Enterprise   | Python                      | GPLv3              | |                                              |
| HeliumV          | Java                        | AGPL               | ERP за малки и средни по големина предприятия | Австрия, Германия                            |
| JFire            | Java                        | LGPL               | |                                              |
| Kuali Foundation | Java                        | ECL                | За университети от университети |                                              |
| LedgerSMB        | Perl, PostgreSQL            | GPL                | Започвало като част от SQL-Ledger през 2006 |                                              |
| Apache OFBiz     | Java, Apache HTTP Server    | Apache License 2.0 | ERP за малки и средни по големина предприятия | САЩ                                          |
| Openbravo        | Java                        | OBPL1              | | Испания                                      |
| Odoo             | Python, PostgreSQL          | AGPLv3             | Odoo (преди позната като OpenERP или Tiny ERP). Платформа с интегрирани бизнес приложения (модули), значителна част от модулите се разпространява със свободни лицензи. Достъпна във вид на локална инсталация, във вид на SaaS или готови пакети за активиране в облак. | Белгия, Индия, САЩ                           |
| Phreedom         | PHP, Javascript, MySQL      | GPLv3              | Произлязла от счетоводния софтуер Phreebooks | САЩ                                          |
| Postbooks        | C++, JavaScript, PostgreSQL | CPAL               | Създадена от XTuple; използва Qt framework |                                              |
| SQL-Ledger       | Perl, PostgreSQL            | GPL                | |                                              |
| Tryton           | Python                      | GPLv3              | Започнало като част от OpenERP |                                              |
| WebERP           | PHP, MySQL                  | GPLv2              | LAMP-базирана система |                                              |

1.↑ Openbravo Public License (OBPL) е базиран на Mozilla Public License (MPL).

### Платен ERP софтуер
- 1C:Enterprise от 1C Company
- 24SevenOffice Start, Premium, Professional и Custom от 24SevenOffice
- abas Business Suite от ABAS Software AG
- Access SupplyChain от the Access Group
- Activant придобит от Epicor
- Acumatica Cloud ERP от Acumatica
- AddonSoftware от BASIS International
- Agresso Business World от Unit4
- [AIVA 9001 от AIVA SISTEMA
- AXIS ERP от Consona Corporation
- Baan ERP от Infor Global Solutions
- CGI Advantage от CGI Group
- BatchMaster ERP от BatchMaster Software
- CGram Enterprise от CGram Software
- Cimnet Systems от Consona Corporation
- Ciright ERP от Ciright Systems
- COA Solutions Ltd – Smart Business Suite
- Coda Financials от Unit4
- Comarch Altum от Comarch
- Comarch Semiramis от Comarch
- Compass ERP от Transtek
- Compiere професионална версия от Consona Corporation
- DEACOM ERP от Deacom
- EFACS from Exel Computer Systems and RAD Software.
- Encompix ERP от Consona Corporation
- ENFOS
- Epicor Enterprise от Epicor
- Retail ERP от Erply
- Exact MAX от Exact Software
- Exact Macola ES от Exact Software
- FinancialForce Accounting от FinancialForce.com
- FinancialForce Professional Services Automation от FinancialForce.com
- Fishbowl Inventory от Fishbowl
- Greentree Business Software от Greentree International
- IFS Applications от Industrial and Financial Systems
- Ignition MES и OEE Module от Inductive Automation
- Infor10 Barcode from Infor Global Solutions
- Infor10 Discrete iEnterprise (XA) от Infor Global Solutions
- Infor10 Distribution Business от Infor Global Solutions
- Infor10 Distribution Express от Infor Global Solutions
- Infor10 ERP Business от Infor Global Solutions
- Infor10 ERP Visual от Infor Global Solutions
- Infor10 ERP Process Business отInfor Global Solutions
- Infor ERP Blending от Infor Global Solutions
- Intacct Intacct и Intacct Accountant Edition
- Intuitive ERP от Consona Corporation
- JD Edwards EnterpriseOne от Oracle
- JD Edwards World от Oracle
- Jeeves от Jeeves Information Systems AB
- JustFoodERP от IndustryBuilt Software Corp.
- kVASy4 от SIV.AG
- Log-net от LOG-NET, Inc.
- Maximo (MRO) от IBM
- Made2Manage ERP от Consona Corporation
- MECOMS от Ferranti Computer Systems
- Microsoft Dynamics AX от Microsoft
- Microsoft Dynamics GP от Microsoft
- Microsoft Dynamics NAV от Microsoft
- Microsoft Dynamics SL от Microsoft
- Momentum от CGI Group
- mySAP от SAP
- MyWorkPLAN от Sescoi
- NAV-X от Microsoft и NAV-X LLC
- NetSuite от NetSuite Inc.
- Openda QX от Openda
- OpenMFG от xTuple
- Opera (I, II и 3) от Pegasus Software
- Oracle E-Business Suite от Oracle
- Oracle Fusion от Oracle
- OSAS от Open Systems Accounting Software
- PeopleSoft от Oracle
- Plex Online от Plex Systems
- PRIM от Антиподес ООД
- ProfitKey от ProfitKey International
- Pronto Software от Pronto Software
- Prophet 21 от Epicor
- Quintiq
- QAD Enterprise Applications от QAD Inc
- Ramco Enterprise Series 4.x от Ramco Systems
- Ramco e.Applications от Ramco Systems
- Ramco On Demand ERP от Ramco Systems
- Rapid Response Manufacturing от ProfitKey International
- TeamWox от MetaQuotes Software corp.
- Sage PFW ERP от The Sage Group
- Sage Pro ERP от The Sage Group
- Sage 100 ERP от The Sage Group
- Sage 300 ERP от The Sage Group
- Sage 500 ERP от The Sage Group
- Sage ERP X3 от The Sage Group
- SAP Business All-in-One от SAP
- SAP Business ByDesign от SAP
- SAP Business One от SAP
- SAP Business Suite от SAP
- SelMatic ERP
- SIX ERP от SIX Management Solutions
- SohoOS
- SYSPRO от Syspro
- Tally.ERP 9 от Tally Solutions
- Technology One от Technology One
- TradeXpress от TradeCard
- TRAVERSE от Open Systems Accounting Software
- UFIDA NC от UFIDA
- UFIDA ERP-U8 All-in-one от UFIDA
- UFIDA U9 от UFIDA
- Visibility.net от Visibility
- Workday от Workday, Inc.
- WorkPLAN Enterprise от Sescoi